# ヒドロゲナーゼ
ヒドロゲナーゼ (hydrogenase) は、分子型水素 (H2) の可逆的な酸化還元反応を触媒する酵素である。この酵素は嫌気性代謝において重要な役割を果たしている。

## 概要
ヒドロゲナーゼが触媒する水素酸化反応（2 H+ 生成） (1) は、酸素、硝酸、硫酸、二酸化炭素、フマル酸などの電子受容体の還元と対応する反応である。一方、プロトン還元反応（H2 生成） (2) は、解糖系におけるピルビン酸の発酵や、過剰電子を処理する過程で不可欠な反応である。ヒドロゲナーゼに対して生理学上の電子供与体 (D) もしくは受容体 (A) として作用することが可能である物質には、フェレドキシンやチトクロムc3、チトクロムc6 などのタンパク質や低分子化合物がある。これらの関係を反応式に表すと以下のようになる。
H2 + Aox → 2 H+ + Ared (1)
2 H+ + Dred → H2 + Dox (2)
ここに、添字oxは添字の付けられた物質の酸化体を、また、redは還元体を表す。
ヒドロゲナーゼが初めて発見されたのは1930年代のことであった。水素の酸化還元反応を触媒するこの酵素群は多くの研究者の関心を集めた。ヒドロゲナーゼによる触媒作用のメカニズムは現在、水素分子を生産するクリーンな生物学的エネルギー源（藻類など）を科学者がデザインする際の手助けとして期待されている。2014年には燃料電池の白金の637倍の活性を示す水素酵素ヒドロゲナーゼS–77が阿蘇山で発見され、燃料電池のアノード触媒として開発に成功した。

## 生化学上の分類
EC 1.12.1.2 脱水素酵素（水素：NAD+ 酸化還元酵素）
H2 + NAD+ → H+ + NADH
EC 1.12.1.3 脱水素酵素 (NADP) （水素：NADPH+ 酸化還元酵素）
H2 + NADP+ → H+ + NADPH
EC 1.12.2.1 チトクロム-c3ヒドロゲナーゼ（水素：フェリチトクロム-c3 酸化還元酵素）
2H2 + ferricytochrome c3 → 4 H+ + ferrocytochrome c3
EC 1.12.7.2 フェレドキシンヒドロゲナーゼ（水素：フェレドキシン 酸化還元酵素）
H2 + oxidized ferredoxin → 2 H+ + reduced ferredoxin
EC 1.12.98.1
コエンザイム F420 ヒドロゲナーゼ （水素：コエンザイム F420 酸化還元酵素）
H2 + coenzyme F420 → reduced coenzyme F420
EC 1.12.99.6 
ヒドロゲナーゼ （受容体）（水素：受容体 酸化還元酵素）
H2 + A → AH2
EC 1.12.5.1
（水素：キノン 酸化還元酵素）
H2 + menaquinone → menaquinol
EC 1.12.98.2 
5,10-メテニルテトラヒドロメタノプテリンヒドロゲナーゼ （水素：5,10-メテニルテトラヒドロメタノプテリン 酸化還元酵素）
H2 + 5,10-methenyltetrahydromethanopterin → H+ + 5,10-methylenetetrahydromethanopterin
EC 1.12.98.3
Methanosarcina（メタン生成古細菌）のフェナジンヒドロゲナーゼ （水素：2-(2,3-ジヒドロペンタプレニロキシ)フェナジン 酸化還元酵素）
H2 + 2-(2,3-dihydropentaprenyloxy)phenazine → 2-dihydropentaprenyloxyphenazine

## 構造による分類
2004年までヒドロゲナーゼは酵素の活性中心である金属の種類によって分類されていた。この分類法では、ヒドロゲナーゼは鉄のみを含む群（鉄ヒドロゲナーゼ、Fe-only）、ニッケル・鉄を含む群（ニッケル・鉄ヒドロゲナーゼ、NiFe）、メタルフリーの群（メタルフリーヒドロゲナーゼ、金属を含まないもの）の3種類に分けられていたが、2004年にタウアー(Thauer)らによってメタルフリーヒドロゲナーゼが実質的に鉄を含むことが示された。そのため従来メタルフリーと呼ばれていたヒドロゲナーゼ群は、現在では鉄・硫黄フリーヒドロゲナーゼと呼ばれている。これは、鉄・硫黄フリーヒドロゲナーゼを鉄ヒドロゲナーゼと比較した場合、鉄・硫黄フリーヒドロゲナーゼには無機硫化物が全く含まれていないためである。
数種のニッケル・鉄ヒドロゲナーゼでは、ニッケルとシステイン残基との結合の1つがセレノシステインへと置き換えられている。しかしながら、配列類似性に基づいて考えた場合、ニッケル・鉄ヒドロゲナーゼとニッケル・鉄・セレンヒドロゲナーゼは同一のスーパーファミリーと判断するべきである。ニッケル・鉄ヒドロゲナーゼは、大サブユニット (L) と小サブユニット (S) から構成されるヘテロ二量体タンパク質である。小サブユニットは3つの鉄・硫黄クラスタを含んでいるのに対し、大サブユニットはニッケル・鉄クラスタを中央部に含んでいる。ニッケル・鉄ヒドロゲナーゼは、2 H+ 生成と H2 生成の両反応を触媒することが知られているが、この触媒作用はチトクロムc3 などの低電位なマルチヘム (multihaem) チトクロムが、酸化状態に応じて電子供与体か受容体のいずれかとして機能することで発現する。なお、現在までに、周辺質、細胞質、細胞質膜に結合するニッケル・鉄ヒドロゲナーゼが発見されている。
鉄以外の金属を含まないヒドロゲナーゼは鉄ヒドロゲナーゼ（Fe-Hases もしくは Fe-only hydrogenases）と呼ばれている。 この群は大きく分けて3つに分類されている。
1. Clostridium pasteurianum や Megasphaera elsdenii などの嫌気性菌から発見された細胞質に存在する水溶性で単量体の鉄ヒドロゲナーゼ。これらの菌は酸素 (O2) による不活性化に対して非常に敏感である。この鉄ヒドロゲナーゼは 2 H+ 生成と H2 生成の両反応を触媒する。
2. Desulfovibrio 種から発見された周辺質に存在するヘテロ二量体鉄ヒドロゲナーゼ。この種の菌は偏性嫌気性細菌である。この鉄ヒドロゲナーゼは主に H2 酸化反応を触媒する。
3. 緑藻 Scenedesmus obliquus の葉緑体から発見された水溶性で単量体の鉄ヒドロゲナーゼ。このヒドロゲナーゼは H2 生成反応を触媒する。なお、[Fe2S2] フェレドキシンは酸化還元電位が低いため、光合成の際にヒドロゲナーゼに電子伝達を行う電子供与体として機能する。

ニッケル・鉄ヒドロゲナーゼと鉄ヒドロゲナーゼには構造上いくつかの共通する特徴がある。この両酵素には活性中心があり、また、タンパク質の中に若干の鉄・硫黄クラスタを持っている。活性中心は金属クラスタで構成されており、このクラスタ部分で触媒作用が起こると考えられている。なお、これらの金属は一酸化炭素 (CO) やシアン化物イオン (CN−) が配位子となることで安定化されている。
5,10-メテニルテトラヒドロメタノプテリンヒドロゲナーゼ (EC 1.12.98.2) は、メタン生成古細菌から発見された。このヒドロゲナーゼはニッケルも鉄・硫黄クラスタも含まれておらず、代わりにピリドンGMP派生物である鉄含有補助因子が含まれると推測されている。